# Cloaking
Cloaking é uma técnica utilizada por webmasters para entregarem conteúdos diferentes de uma mesma URL para visitantes específicos do site. Os visitantes podem ser classificados por tipo (Web Crawler ou Human User) ou por localidade (região do mundo ou Endereço IP). Para isso existem 3 métodos de cloaking:
Cloaking Por User-Agent: Detecta o user-agent e o classifica.
Cloaking Por IP Delivery: Entrega um conteúdo diferente para um usuário de IP específico.
Cloaking Por Geo-Targeting: Entrega um conteúdo diferente para usuários dentro de uma faixa de IPs que delimitam uma região do mundo específica.
Por ter sido usada para manipular resultados de buscas orgânicas, é considerada uma técnica de Blackhat pelos principais buscadores do mundo. Utilizando redirecionamento e frames de forma errada pode ser uma das maneiras mais comuns de se praticar o cloaking até mesmo sem querer.